# Люпчо Димовски
Люпчо Димовски (на македонска литературна норма: Љупчо Димовски) е северномакедонски политик от Социалистическата партия на Македония.

## Биография
Роден е на 9 април 1959 година в град Титов Велес (Велес). Завършва Икономическия факултет на Скопския университет. В периода август 1998 - май 2004 е генерален директор на ООО „Електронна промишленост“ в Скопие. През август 2008 е назначен за заместник-министър на транспорта и връзките, а от юли 2009 до юни 2014 е министър на земеделието, горите и водното стопанство в третото и четвъртото правителство на Никола Груевски.
След смъртта на Любисав Иванов-Дзинго на партиен конгрес на 16 януари 2021 г. Люпчо Димовски е избран за председател на Социалистическата партия на Македония (СПМ).
През 2024 г. СПМ се връща в управлението, а от 24 юни 2024 г. Люпчо Димовски става вицепремиер в правителството на Християн Мицкоски с ресор, отговарящ за политическата система.